# Listă de ricinuleide
Lista ricinuleidelor cuprinde circa 80 de specii existente și peste 20 de specii fosile de arahnide din ordinul Ricinulei.

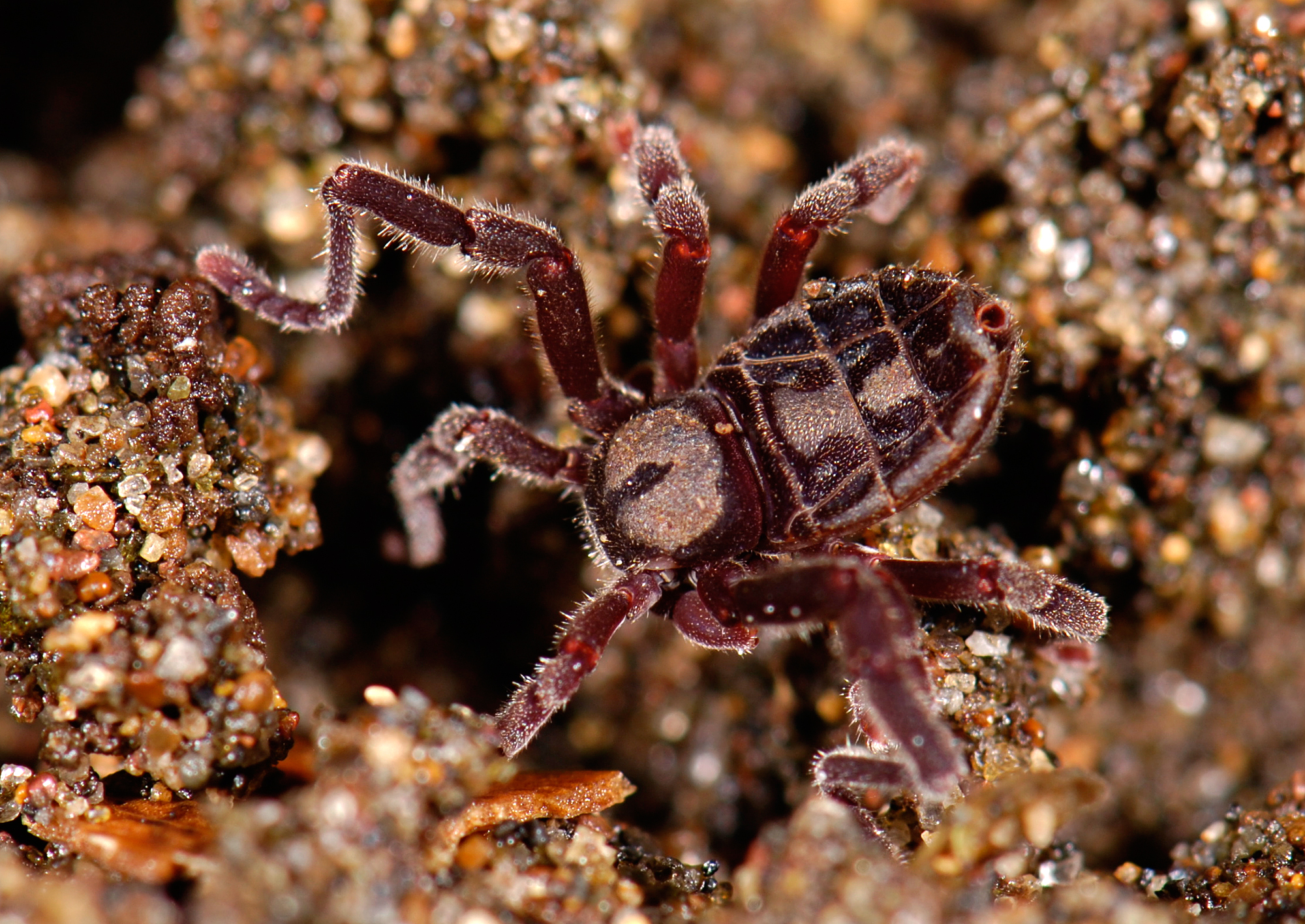
Cryptocellus goodnighti

## SubordinulNeoricinulei

### FamiliaRicinoididae
- Cryptocellus Westwood, 1874[2]
  - Cryptocellus adisi Platnick, 1988 — Brazilia
  - Cryptocellus albosquamatus Cooke, 1967 — Guyana
  - Cryptocellus becki Platnick & Shadab, 1977 — Brazilia
  - Cryptocellus bocas Platnick & Shadab, 1981 — Panama
  - Cryptocellus bordoni (Dumitresco & Juvara-Bals, 1977) — Venezuela
  - Cryptocellus brignolii Cokendolpher, 2000 — Suriname
  - Cryptocellus centralis Fage, 1921 — Costa Rica
  - Cryptocellus chiriqui Platnick & Shadab, 1981 — Panama
  - Cryptocellus emarginatus Ewing, 1929 — Costa Rica (nomen dubium)
  - Cryptocellus fagei Cooke & Shadab, 1973 — Costa Rica
  - Cryptocellus foedus Westwood, 1874 — Brazila
  - Cryptocellus gamboa Platnick & Shadab, 1981 — Panama
  - Cryptocellus glenoides Cooke & Shadab, 1973 — Columbia
  - Cryptocellus goodnighti Platnick & Shadab, 1981 — Costa Rica
  - Cryptocellus hanseni Cooke & Shadab, 1973 — Nicaragua
  - Cryptocellus isthmius Cooke & Shadab, 1973 — Panama
  - Cryptocellus lampeli Cooke, 1967 — Guayana
  - Cryptocellus leleupi Cooreman, 1976 — Ecuador
  - Cryptocellus lisbethae Gonzalez-Sponga, 1998 — Venezuela
  - Cryptocellus magnus Ewing, 1929 — Columbia
  - Cryptocellus narino Platnick & Paz, 1979 — Columbia
  - Cryptocellus osa Platnick & Shadab, 1981 — Costa Rica
  - Cryptocellus peckorum Platnick & Shadab, 1977 — Columbia
  - Cryptocellus pseudocellatus Roewer, 1952 — Peru
  - Cryptocellus simonis Hansen & Sørensen, 1904 — Brazilia
  - Cryptocellus striatipes Cooke & Shadab, 1973 — Costa Rica
  - Cryptocellus verde Platnick & Shadab, 1981 — Costa Rica
  - Cryptocellus whitticki Platnick & Shadab, 1977 — Guyana
- Pseudocellus Platnick, 1980[3]
  - Pseudocellus barberi (Ewing, 1929) — Guatemala (nomen dubium)
  - Pseudocellus blesti (Merrett, 1960) — Panama
  - Pseudocellus bolivari Gertsch, 1971 — Mexica
  - Pseudocellus boneti (Bolívar y Pieltain, 1942) — Peștera Cacahuamilpa, Mexica
  - Pseudocellus cookei (Gertsch, 1977) — Guatemala
  - Pseudocellus dissimulans (Cooke & Shadab, 1973) — El Salvador
  - Pseudocellus dorotheae (Gertsch & Mulaik, 1939) — Texas, SUA
  - Pseudocellus gertschi (Márquez & Conconi, 1974) — Mexica
  - Pseudocellus mitchelli Gertsch, 1971 — Mexica
  - Pseudocellus osorioi (Bolívar y Pieltain, 1946) — Cueva de los Sabinos, Mexica
  - Pseudocellus paradoxus (Cooke, 1972) — Cuba
  - Pseudocellus pearsei (Chamberlin & Ivie, 1938) — Mexica
  - Pseudocellus pelaezi (Coronado Gutierrez, 1970) — Mexica
  - Pseudocellus reddelli (Gertsch, 1971) — Mexica
  - Pseudocellus relictus (Chamberlin & Ivie, 1938) — Panama
  - Pseudocellus sbordonii (Brignoli, 1974) — Mexica
  - Pseudocellus seacus Platnick & Pass, 1982 — Guatemala
  - Pseudocellus silvai (Armas, 1977) — Cuba
  - Pseudocellus spinotibialis (Goodnight & Goodnight, 1952) — Mexica
- Ricinoides Ewing, 1929[4]
  - Ricinoides afzelii (Thorell, 1892) — Africa de Vest
  - Ricinoides atewa Naskrecki, 2008 - Ghana
  - Ricinoides crassipalpe (Hansen & Sørensen, 1904) — Africa de Vest
  - Ricinoides feae (Hansen, 1921) — Guinea
  - Ricinoides hanseni Legg, 1976 — Sierra Leone
  - Ricinoides karschii (Hansen & Sørensen, 1904) — Camerun, Republica Congo
  - Ricinoides leonensis Legg, 1978 — Sierra Leone
  - Ricinoides megahanseni Legg, 1982 — Coasta de Fildeș
  - Ricinoides olounoua Legg, 1978 — Camerun
  - Ricinoides sjostedtii (Hansen & Sørensen, 1904) — Camerun, Nigeria
  - Ricinoides westermannii (Guérin-Méneville, 1838) — Africa de Vest

## † SubordinulPrimoricinulei

### † FamiliaPrimoricinuleidae
- † Primoricinuleus Wunderlich, 2015
  - † Primoricinuleus pugio Wunderlich, 2015

### † FamiliaHirsutisomidae
- † Hirsutisoma Wunderlich, 2017
  - † Hirsutisoma acutiformis Wunderlich, 2017
  - † Hirsutisoma bruckschi Wunderlich, 2017
  - † Hirsutisoma dentata Wunderlich, 2017

### † FamiliaMonooculricinulidae
- † Monooculricinuleus Wunderlich, 2017
  - † Monooculricinuleus incisus Wunderlich, 2017
  - † Monooculricinuleus semiglobosus Wunderlich, 2017

## † SubordinulPalaeoricinulei

### † FamiliaCurculioididae
- † Amarixys Selden, 1992
  - † Amarixys gracilis (Petrunkevitch, 1945)
  - † Amarixys stellaris Selden, 1992
  - † Amarixys sulcata (Melander, 1903)

- † Curculioides Buckland, 1837
  - † Curculioides adompha Brauckmann, 1987
  - † Curculioides ansticii Buckland, 1837
  - † Curculioides eltringhami Petrunkevitch, 1949
  - † Curculioides gigas Selden, 1992
  - † Curculioides granulatus Petrunkevitch, 1949
  - † Curculioides mcluckiei Selden, 1992
  - † Curculioides pococki Selden, 1992
  - † Curculioides scaber (Scudder, 1890)

### † FamiliaPoliocheridae
- † Poliochera Scudder, 1884
  - † Poliochera gibbsi Selden, 1992
  - † Poliochera glabra Petrunkevitch, 1913
  - † Poliochera punctulata Scudder, 1884
  - † Poliochera pustulatus Laurentiaux-Vieira & Laurentiaux, 1963
- † Terpsicroton Selden, 1992
  - † Terpsicroton alticeps (Pocock, 1911)